# Stassfurt
Stassfurt, med högtysk stavning: Staßfurt, är en stad i mellersta Tyskland, belägen i Salzlandkreis i förbundslandet Sachsen-Anhalt, 32 km söder om förbundslandets huvudstad Magdeburg.

## Administrativ indelning
Stassfurt består av följande Orts- och Stadtteile.
| - Altstassfurt - Stassfurt (Altstadt) - Leopoldshall - Athensleben - Atzendorf - Brumby - Förderstedt - Glöthe - Hohenerxleben | - Löbnitz - Löderburg - Lust - Neu Stassfurt - Neundorf - Rathmannsdorf - Rothenförde - Üllnitz |